# Tocaia grande
Tocaia grande (titolo completo: Tocaia grande: la faccia oscura, Tocaia Grande: a face obscura)  è un romanzo dell'autore brasiliano Jorge Amado, pubblicato nel 1985..
Il romanzo è stato tradotto in spagnolo, catalano, francese, italiano, romeno, inglese, tedesco, danese, olandese, svedese, finlandese, russo, turco, arabo, ebraico, coreano e cinese. In Italia è stato pubblicato nello stesso anno 1985, nella traduzione di Elena Grechi.
Il romanzo è stato adattato a una telenovela nel 1995-1996 dallo stesso titolo.

## Trama
Tocaia Grande narra la fondazione e lo sviluppo di una città, che inizia come un accampamento, una ‘pousada’ (pensione) di ‘tropeiros’ fino a che si costruiscono le prime case. Diventa villaggio sotto il comando del ‘coronel’ (proprietario terriero) Boaventura e della sua fedele guardia del corpo, Natario da Fonseca, che anni prima fecero un massacro nello stesso luogo dove sorge il villaggio e da cui prende il nome Tocaia Grande (grande imboscata).
Il romanzo ha molti altri personaggi che gravitano attorno al villaggio, che cresce fino a diventare una cittadina.
Uno degli ultimi libri di Jorge Amado, 1988, che emerge con la forza caratteristica del mondo accademico, il potere del denaro e del
la politica violenta all'interno dello stato di Bahia, che può essere replicato in tutto il paese.

## Edizioni in italiano
- Jorge Amado, Tocaia grande: la faccia oscura, traduzione di Elena Grechi, Garzanti, Milano 1985;
- Jorge Amado, Tocaia grande: la faccia oscura, traduzione rivista e aggiornata, di Elena Grechi, Garzanti, Milano 2008;

## Adattamenti
- 1995 - Tocaia Grande, serie televisiva, dal romanzo di Jorge Amado, diretta da: João Alcântara,  Walter Avancini, Régis Cardoso, Jacques Lagôa;[3]